# Mimomyia fusca
Mimomyia fusca är en tvåvingeart som först beskrevs av George Frederick Leicester 1908.  Mimomyia fusca ingår i släktet Mimomyia och familjen stickmyggor. Inga underarter finns listade i Catalogue of Life.